# Lijst van voetbalclubs in Suriname
Dit is een lijst van voetbalclubs in Suriname.

## Suriname Major League(2024)
De Suriname Major League startte in 2024 met de volgende teams:
- SV Notch, Moengo
- PVV, Paramaribo
- SV Transvaal, Paramaribo
- SV Voorwaarts, Paramaribo
- SV Robinhood, Paramaribo
- Inter Moengotapoe, Moengotapoe
- SV Flora, Paramaribo, Paramaribo
- FC Inter Wanica, Paramaribo
- SV Broki, Paramaribo
- SV Leo Victor, Paramaribo

## Hoofdklasse (2019)
De volgende clubs  komen uit in de SVB Hoofdklasse (stand 2019):
- ACoconut FC, Brokopondo
- SCV Bintang Lair, Groningen
- SV Broki, Paramaribo
- Inter Moengotapoe, Moengo
- FC Inter Wanica, Uitkijk
- SV Leo Victor, Paramaribo
- SV Notch, Moengo
- Politie Voetbal Vrienden, Paramaribo
- SV Robinhood, Paramaribo
- SV Santos, Nieuw-Nickerie
- Sportvereniging National Leger, Paramaribo
- SV Transvaal, Paramaribo
- SV Voorwaarts, Paramaribo
- FC West United, Totness

## Tweede Divisie (2019)
De volgende clubs komen uit in de SVB-Tweede Divisie (stand 2019):
- SV Botopasi, Botopasi
- SV Deva Boys, Meerzorg
- Flamingo FC, Lelydorp
- SV Flora, Paramaribo
- SV Groningen, Groningen
- Junior FC, Lelydorp
- SCSV Kamal Dewaker, Paramaribo
- SV Papatam, Albina
- Real Moengotapoe, Moengo
- Sea Boys, Lelydorp
- SV Slee Juniors, Paramaribo
- SV Sophia, Paramaribo
- SV Sunny Point, Sunny Point
- SV Tahitie, Brownsweg

## Vrouwenvoetbal Competitie
De volgende clubs komen uit in de SVB Vrouwenvoetbal Competitie: 
- SV Athena, Paramaribo
- SV Happy Evita Girls, Paramaribo
- SV Merodia, Paramaribo
- Politie Voetbal Vrienden (PVV), Paramaribo
- SV Robinhood, Paramaribo
- SV Transvaal, Paramaribo